# Ludwig August Emmerling
Andreas Ludwig August Jakob Emmerling (* 7. Mai 1765 in Elleben in Thüringen; † 24. Dezember 1842 in Darmstadt) war ein deutscher Mineraloge und Geheimer Finanzrat im Großherzogtum Hessen.

## Familie
Ludwig August  Emmerling wurde als Sohn des Pfarrers Johann Jakob Emmerling (1719–1796) und dessen Ehefrau Johanne Charlotte Reinhardt (1726–1797) geboren.
Am  15. September 1793 heiratete er Christiane Charlotte Koch (1768–1838, Tochter des Hochschullehrers Johann Christoph Koch (1732–1808) und der Helene Elisabeth Roll (1741–1809)). Aus der Ehe sind die Kinder Johanne Elise (1794–1872, ∞ Hofkammerassessor Georg Geyger), August (1797–1867), Caroline Auguste (1799–1821, ∞ Kammerdirektor Ernst Schulz), Sophie Christiane (1801–1850, ∞ Ernst Schulz), Johannette Caroline (1803–1871, ∞ Landrichter Michael Braun),
Ludwig Cäsar Alexander (1805–1831), die Zwillinge Martin Friedrich Ludwig (1806–1873) und Luise Christiane (1806–1876) sowie Adolph (1810–1890, Verlagsbuchhändler) hervorgegangen.

## Leben und Wirken
Emmerling absolvierte ein Studium der Naturwissenschaften an der Universität Gießen, wo er 1815 zum Dr. phil. promovierte. 1796 kam er „aus Liebe zum Bergfach“ zur Bergakademie Freiberg, wo seine Leistungen so überzeugend waren, dass man geneigt war, ihn für eine Lehrtätigkeit zu gewinnen. Versuchsweise hielt er Vorlesungen in Mineralogie und Bergbaukunde. Er ließ sich als Privatdozent für diese Fächer nieder und ging am 17. August 1783 – besser bezahlt – als Bergmeister zu den Kupferberg- und Hüttenwerken  in Thalitter im Landkreis Waldeck-Frankenberg. Sein Wirken dort war so erfolgreich, dass ihm der Titel eines Bergrats verliehen und er an die Universität Salzburg berufen wurde, was er jedoch ausschlug. 1808 wurde er zum Wirklichen Rat an der Hofkammer zu Gießen ernannt.
Nach deren Auflösung im Jahre 1821 wurde er zur Oberfinanzkammer nach Darmstadt versetzt. Dort war er in der Oberbaudirektion für die Förderung des hessischen Bergbaus bis September 1832 tätig. Anschließend wurde er am 9. November 1832 Geheimer Oberbergrat ernannt.
Die mineralogische Sammlung im Hessischen Landesmuseum Darmstadt wurde durch Emmerlings Sammelobjekte ergänzt.

## Schriften
- Systematisches Verzeichniß aller Mineralien einfacher Fossilien, 1789
- Lehrbuch der Mineralogie 3 Bände 1793–1797, 2. Auflage 1799–1800